# Лупоая (Біхор)
Лупоая (рум. Lupoaia) — село у повіті Біхор в Румунії. Входить до складу комуни Холод.
Село розташоване на відстані 405 км на північний захід від Бухареста, 33 км на південний схід від Ораді, 112 км на захід від Клуж-Напоки, 134 км на північний схід від Тімішоари.

## Населення
За даними перепису населення 2002 року у селі проживали 600 осіб.
Національний склад населення села:
| Національність | Кількість осіб | Відсоток |
| -------------- | -------------- | -------- |
| цигани         | 316            | 52,7%    |
| румуни         | 283            | 47,2%    |

Рідною мовою назвали:
| Мова      | Кількість осіб | Відсоток |
| --------- | -------------- | -------- |
| циганська | 312            | 52,0%    |
| румунська | 286            | 47,7%    |